# Род Блам
Родні Ліланд «Род» Блам (англ. Rodney Leland «Rod» Blum; нар. 26 квітня 1955, Дубьюк, Айова) — американський політик-республіканець, член Палати представників США від 1-го округу штату Айова з січня 2015 р.
У 1977 р. він закінчив Лорас-коледж, а у 1989 р. — Університет Дубьюка. Бізнесмен, Блам був генеральним директором Eagle Point Software (1990–2000) і власником компанії Digital Canal (програмне забезпечення) починаючи з 2000 року.